# GlobaLeaks
 (janvier 2024).
GlobaLeaks est un logiciel libre à code source ouvert dont l'objectif est de permettre des initiatives de lancement d'alerte sécurisées et anonymes. Il a été développé par le Centre Hermès pour la transparence et les droits numériques de la personne (Hermes Center for Transparency and Digital Human Rights), une ONG italienne soutenant la liberté d'expression en ligne. 
Ce logiciel permet à quiconque, même des non-spécialistes, de mettre en place et maintenir facilement une plateforme de lancement d'alerte.

## Fonctionnement
Un site GlobaLeaks utilise des services cachés de Tor afin de garantir l'anonymat de la source, et Tor2Web pour être accessible par le Web public.
Une fois qu'une alerte est envoyée sur une plateforme GlobaLeaks, les données sont chiffrées avec PGP et le système avise automatiquement les destinataires inscrits (par exemple des médias locaux, des ONG ou même des journalistes particuliers).
Les plateformes GlobaLeaks ne stockent rien de manière permanente, et les informations et fichiers envoyés sont supprimés dès que possible, sans politique stricte de conservation des données.
Le processus est généralement amélioré en suggérant, si possible, aux sources d'utiliser le système d'exploitation anonyme Tails lors de la connexion à GlobaLeaks.

## Mises en œuvre
À ce jour, GlobaLeaks a été internationalisé en plus de 20 langues et mis en œuvre par plus de 60 projets et initiatives partout dans le monde. Le large éventail d'utilisateurs inclut des médias indépendants, des activistes, des agences de médias, des sociétés et plus.
Un annuaire officiel des projets fondés sur GlobaLeaks, mis à jour par le Centre Hermès, se trouve maintenant sur le site Web de GlobaLeaks.